# Lac au Foin (rivière Mistassibi)
Pour les articles homonymes, voir Foin (homonymie).
Le lac au Foin est un plan d’eau douce traversé par la rivière Mistassibi, situé dans le territoire non organisé de Rivière-Mistassini, dans la municipalité régionale de comté (MRC) de Maria-Chapdelaine, dans la région administrative du Saguenay–Lac-Saint-Jean, dans la province de Québec, au Canada.
La partie Sud-Est du bassin versant du lac au Foin est desservie par la route forestière R0255 qui remonte la vallée de la rivière Mistassibi en contournant les montagnes de long de la rive Sud-Ouest. Quelques routes forestières secondaires desservent le secteur surtout pour les besoins de la foresterie et des activités récréotouristiques.
La surface du lac au Foin est habituellement gelée de la fin novembre au début avril, toutefois la circulation sécuritaire sur la glace se fait généralement de la mi-décembre à la mi-avril.

## Géographie
Les principaux bassins versants voisins du lac au Foin sont :
- côté nord : rivière Mistassibi, lac du Huard, lac Husky, rivière Daniel ;
- côté est : rivière Mistassibi Nord-Est, rivière Henri, rivière Boisvert, rivière du Sapin Croche ;
- côté sud : rivière Mistassibi, rivière Mistassibi Nord-Est, rivière Bureau ;
- côté ouest : crique Jos, ruisseau Maltais, ruisseau Emijoboka, rivière Samaqua.

Le lac au Foin comporte une superficie de 6,14 km2, une longueur de 18,1 km, une largeur maximale de 0,5 km et une altitude de 305 m. Ce lac est encaissé entre les montagnes comportant de hautes falaises de long de la rivière.
L’embouchure du lac au Foin est localisée au Sud-Est, soit à :
- 2,6 km au Nord-Est de la route forestière R0255 ;
- 12,7 km à l’Ouest du cours de la rivière Mistassibi Nord-Est ;
- 33,6 km au Nord-Est du cours de la rivière Samaqua ;
- 44,4 km au Nord-Ouest de la confluence de la rivière Mistassibi et de la rivière Mistassibi Nord-Est ;
- 112,7 km au Nord de la confluence de la rivière Mistassibi et de la rivière Mistassini ;
- 132,1 km au Nord-Ouest de la confluence de la rivière Mistassini et du lac Saint-Jean[1].

À partir de l’embouchure du lac au Foin, le courant descend successivement le cours de la rivière Mistassibi sur 150,8 km vers le Sud, puis le cours de la rivière Mistassini sur 22,7 km vers le Sud-Ouest. À l’embouchure de cette dernière, le courant traverse le lac Saint-Jean sur 42,7 km vers l’Est, puis emprunte le cours de la rivière Saguenay vers l’Est sur 155 km jusqu'à la hauteur de Tadoussac où il conflue avec le fleuve Saint-Laurent.

## Toponymie
Le toponyme « lac au Foin » a été officialisé le 5 décembre 1968 par la Commission de toponymie du Québec.